# اندیس کلرود
کلرود یک اندیس فلزی است که در حوالی شهر طارم استان زنجان قرار دارد و مادهٔ معدنی موجود در آن، مس است.  